# Baby Pozzi
Baby Pozzi (Génova; 1 de junio de 1963) es una actriz pornográfica y actriz convencional retirada italiana.

## Biografía
Pozzi, cuyo nombre de nacimiento es Maria Tamiko Pozzi, nació en Génova, capital de la región italiana de Liguria, en el seno de una familia cristiana y conservadora. Es la hermana pequeña de la que fuera también actriz porno Moana Pozzi, fallecida por un cáncer hepático en 1994.
Estudió durante un año para ser analista químico, y otros dos para ser contadora pública. Muy influenciada por su hermana mayor, intentó seguirla sus pasos a través de los programas que presentaba. Se trasladó a Roma, donde trabajó como secretaria en la agencia Diva Futura, de Riccardo Schicchi. Decidió entrar en la industria pornográfica en 1988.
Antes de realizar sus primeras películas pornográficas, Maria Pozzi había hecho sus pinitos en películas convencionales, aunque incluían escenas o partes de porno softcore, como Abat-jour - L'ultima calda luce prima del piacere, Diva Futura - L'avventura dell'amore o Lambada blu.
Trabajó en películas pornográficas, aunque siempre a la sombra de su hermana mayor. En 1992 desapareció de la escena pública, aunque mantuvo ciertas apariciones en películas hasta 1995. En 1992 se trasladó a Francia, donde decidió trabajar como enfermera asistente en un hospital. Esto levantó los rumores de la prensa sensacionalista, que veía que su retirada se debía a la grave enfermedad de su hermana.
Tras la muerte de su hermana en 1994 solo grabó una película más y decidió retirarse en 1995 con un total de 12 películas grabadas. Algunos de sus trabajos fueron Euroflesh 5 - Sex Crazy o Rocco's Cocktales 10 - Vice Baby.